# Lunatic Rave
Lunatic Raveとは、lavalseが開発したBMSプレイヤーのひとつ。略称はLR。
現在は続編の配布開始と時期を同じくして配布終了している。

## 概要
他のBMSプレイヤーには無い派手な演出が特徴で、ビジュアル面を重視している。bemaniaDXやSSRMAXのようにbeatmaniaIIDXのシステムを取り入れ、Uonazobmplayのようにインターネットランキングの搭載、ナナシグルーヴのように様々なBMSの拡張に対応したプレイヤーである。BGAにはビデオデータの使用も可能。曲別のインターネットランキング機能も搭載している。2007年2月25日のバージョンより、1対1のネット対戦を実装。
2008年4月1日には、続編となる「LunaticRave 2」をリリース。pmsファイルへの対応、ワード検索機能、ジュークボックスの無限階層検索化など様々な機能が追加された。開発にあたってmixi内に存在するコミュニティにてロケーションテストが行われた。
著作権上LR、LR2でBEMANIシリーズで使用されている曲（オリジナル曲と区別するため本家曲と呼ばれている）を使用する事を禁止している。
2010年2月1日に公開されたbeta 3 100201版をもって開発を終了した。直接の後継プレイヤーは登場していないが、似たようなコンセプトのプレイヤーとして2012年にcharatbeatHDX VIOLETが、2016年にbeatorajaが公開された。
2012年4月に配布されたplugout -ARCADE EDITION-向けのプレイヤーの開発をlavalseが担当している。譜面データはbmsではなく次世代規格として策定を進めていたLRX形式が用いられている。

## 動作環境
- OS：Windows XP
- メモリ：256MB以上(512MB以上推奨)
- VRAM：Direct3D処理、フルカラー表示可能(32MB以上推奨)
- DirectX：DirectX8.1以上

## スキンファイル
他のBMSプレイヤーと同様にスキンの変更が可能である。スキンの変更を利用して、BM98やnazobmplayと同様に多様なプレイスタイルが提案された。
- Gothic Dollsスキン(ダブルスクラッチ / フットペダル)

nazobmplay用のFoot Pedal Partyのスキンをベースとした物で2P側のスクラッチをフットペダルとして扱うものである。よって、ナナシグルーヴの方式やMixWaver(EFFECT)の方式とは互換性がない。同様の方式を採用するスキンとしてEZ2LRもある。
- LR2XG / LR2XG+(DrumManiaXGを再現)

9ボタンのスキンをDrumManiaXG風に変更した物。また、10Keyスキンを改変してLR2XGにライドシンバルを追加したLR2XG+も登場した。